# Liste der Erzbischöfe von Trani
Die folgenden Personen waren Bischöfe und Erzbischöfe von Trani (Italien):
- Heiliger Redento
- Heiliger Magnus (–249)
- Eutichio (493–504)
- Sutinio (um 761)
- Leopardo (827?–834?)
- Oderisio (Auderis) (834)
- Angelario (835?–845)
- Johannes (952–980)
- Rodostamo (um 983)
- Crisostomo (um 999) (erster Erzbischof)
- Johannes
- Johannes (1053–1059)
- Delio (1059–1063?)
- Bisanzio (1063–1071?)
- Johannes (1072–1087)
- Bisanzio (1090–1099?)
- Bertrando (1101–1108)
- Ubaldo (um 1118)
- Bisanzio (um 1120)
- Ubaldo (1130–1138)
- Peregrino (um 1141)
- Bisanzio (1142–1150)
- Bertrando (1158–1186)
- Samaro (1192–1201)
- Bartolomeo (1203–1225)
- Iacobo (1228?–1260)
- Nicola (1267–1272?)
- Opizione (1280–1288), exilierter Lateinischer Patriarch von Antiochien, 1291 Administrator einer Kirche in Genua[1]
- Filippo (1288–1295)
- Giovanni, OFM (1297–1299)
- Oddone Arcione (1299–1314)
- Bartolomeo (1317–1327?)
- Bartolomeo Brancaccio (1334–1338)
- Andrea (1342–1343)
- Guglielmo (1343–1344)
- Filippo, OP (1344–1348)
- Mangerio oder Magnesio, OP (1348–1352)
- Jacopo Tura Scottino, OP (1352–1378)
- Matteo Spina, OP (1379)
- Antonio de Lamberto (1379–1383)
- Enrico Minuzio (1384–1389)
- Riccardo de Silvestris (1390)
- Giacomo (1390–1414)
- Gubellio (1414–1418)
- Francesco Carosio (1418–1427)
- Giacomo Barrile (1427–1435)
- Latino Orsini (1439–1450)
- Giovanni Orsini (1451–1477)
- Cosmo de Melioratis Orsini (1479–)
- Giovanni de Actaldo (1481–1492)
- Giovanni Castelar (1493–1503)
- Francesco Floris (1503–1505)
- Marco Vigerio della Rovere (1505–1509)
- Geremia (1512–1516)
- Giovanni Domenico De Cupis (1517–1551)
- Bartolomeo Serristori (1551–1555)
- Giovanni Berardino Scoto (1555–1559)
- Juan Battista de Ojeda (1560–1571) (auch Erzbischof von Agrigento)
- Angelo de Horabona (1573–1576)
- Scipione de Tolfa (1577–1592)
- Giulio Caracciolo (1593–1596)
- Andrea de Franchis (1597–1603)
- Juan de Rada, OFM (1605–1606) (auch Erzbischof von Patti)
- Diego Alvarez, OP (1606–1635)
- Tommaso Ancora (oder Arriconio, Arrigonio) (1635–)
- Tommaso de Sarria, OP (1656–1665)
- Giovanni Battista del Tinto (1666–1676)
- Paolo Ximenes (1677–1693)
- Pietro de Torres (1695–1709)
- Giuseppe Davanzati (1717–1755)
- Domenico Andrea Calvaccante (oder Cavalcante) (1755–1769)
- Gaetano Capece (1779–1791)
- Luigi Trasmondi (1792–1798)
- Luigi Maria Pirelli (1801–1820)
- Gaetano Maria de Franci (1822–1847)
- Giuseppe de’ Bianchi Dottula (1848–1892)
- Domenico Marinangeli (1893–1898) (danach Patriarch von Alexandria)
- Tommaso de Stefano (1898–1906)
- Francesco Paolo Carrano (1906–1915)
- Giovanni Régine (1915–1918)
- Giuseppe Maria Leo (1920–1939)
- Francesco Petronelli (1939–1947)
- Reginaldo Giuseppe Maria Addazi, OP (1947–1971)
- Giuseppe Carata (1971–1990)
- Carmelo Cassati, MSC (1990–1999)
- Giovanni Battista Pichierri (1999–2017)
- Leonardo D’Ascenzo (seit 2017)